# Tricia Devereaux
Tricia Devereaux (Illinois; 12 de enero de 1975) es una actriz pornográfica retirada, modelo erótica, directora de cine X y cofundadora de los estudios Evil Angel.

## Biografía
Devereaux creció en el estado de Illinois, "en un pequeño pueblo a un par de horas de Chicago", donde tuvo una educación estricta y asistió a una escuela secundaria católica privada.
Asistió a la Universidad de Misuri, donde obtuvo su licenciatura en Biología. Más tarde se casó con su novio de toda la vida, llamado Patrick, y cursó un año en la Facultad de Medicina. Devereaux conoció la industria adulta cuando su entonces esposo consiguió un trabajo como portero en un club de estriptis, al que Devereaux iba ocasionalmente para visitarle y recogerle. Las otras bailarinas la animaron a participar en un concurso de estríperes aficionados del club, que finalmente ganó, lo que la llevó a trabajar allí ocasionalmente para conseguir un dinero extra. Fue allí donde conoció a las actrices pornográficas como Victoria Paris, Jeanna Fine y Samantha Strong, con las que luego trabajaría en diversas películas.
Al ver el dinero extra que hizo, Devereaux envió algunas fotos suyas a la revista Hustler que le fueron publicadas. Igualmente, Devereaux quedó quinta en el Concurso de Estríperes Anual de la compañía Déjà Vu. Luego voló a Los Ángeles a petición del actor pornográfico y director Joey Silvera, que había visto las fotografías de Devereaux, con el cual grabó sus primeras escenas como actriz pornográfica en el año 1995, a los 20 años de edad, debutando en la película Fashion Sluts 7.
Después de aparecer en varias películas, Devereaux fue despedida de la escuela de medicina después de que la escuela la acusó de hacer trampa en una prueba; Devereaux afirma que la acusación fue manipulada y que la verdadera razón por la que fue despedida se debió a su participación en la pornografía. Poco después, Devereaux se divorció de su esposo; más tarde dijo que "Patrick era demasiado perspicaz en cuanto a personalidad, y que habíamos tenido problemas financieros".
Tricia continuó su carrera pornográfica, rodando para compañías como VCA Pictures, Vivid, Elegant Angel, Rosebud, Sin City, Adam & Eve, Devil's Film, Sunset Video, Evil Angel, Wicked Pictures o Private, entre otras.
En 1998, Devereaux se infectó con VIH durante una escena con Marc Wallice.
El 26 de noviembre de 2008 se casó de nuevo con la estrella del porno y el director John Stagliano. La pareja salía desde 1999, después de confirmarse que Tricia era seropositiva. Ambos tuvieron una hija, que nació sin el virus, en 2001. Devereaux se cambió el nombre por el de Karen Stagliano para que ambos cónyuges tuvieran el mismo apellido que su hija. Junto a su marido, Tricia es copropietaria de Evil Angel, para la que realiza tareas de producción, montaje y distribución.
Antes de dar positivo, Tricia Devereaux se alzó con el Premio AVN en la categoría de vídeo de la Mejor escena de sexo lésbico en grupo por Cellar Dwellers 2, junto a Jeanna Fine y P. J. Sparxx.

## Premios y nominaciones
| Año  | Ceremonia   | Resultado | Premio                                | Trabajo                                       |
| ---- | ----------- | --------- | ------------------------------------- | --------------------------------------------- |
| 1998 | Premios AVN | Nominada  | Mejor actriz                          | A Week and a Half in the Life of a Prostitute |
| 1998 | Premios AVN | Ganadora  | Mejor escena de sexo lésbico en grupo | Cellar Dwellers 2                             |
| 2001 | Premios AVN | Nominada  | Mejor escena de masturbación          | Toy Stories                                   |
| 2003 | Premios AVN | Ganadora  | Mejor montaje                         | The Fashionistas                              |